# Граф Орлов (мюзикл)
Мюзикл «Граф Орлов» — постановка московского Театра оперетты, пришедшая на смену популярному мюзиклу «Монте-Кристо».
Премьера состоялась 6 октября 2012 г. и была приурочена к году истории в России. Это событие вызвало значительный интерес в светских кругах и прессе.
В декабре 2012 г. проект получил четыре премии «Музыкальное сердце театра»: лучшей исполнительницей главной роли сочли Теону Дольникову (Елизавета), лучшей исполнительницей роли второго плана — Екатерину Гусеву (Екатерина II), лучшими продюсерами Владимира Тартаковского и Алексея Болонина, а Вячеслав Окунев стал лауреатом «Музсердца» за лучшие костюмы.
16 мая 2013 года состоялся сотый спектакль, в котором был задействован звёздный состав. К этой дате был выпущен официальный CD с записью песен из мюзикла. 17 декабря 2013 вышел DVD с видеозаписью мюзикла.
В начале июля 2013 года мюзикл получил театральную премию «Хрустальная Турандот» в номинации «Лучший мюзикл». Было отмечено, что мюзикл покорил московских зрителей невероятной музыкой и масштабностью постановки.
12 декабря 2013 года «Граф Орлов» был награждён премией «Звезда театрала» в номинации «Лучший музыкальный спектакль».
10 марта 2014 года мюзикл «Граф Орлов» стал лауреатом театральной премии «Гвоздь сезона». XII церемония награждения лауреатов прошла в Театральном центре СТД РФ «На Страстном».
В июле 2014 года мюзикл получил Премию Москвы в области литературы и искусства
В июле 2016 года артисты отыграли последний спектакль из-за передачи эстафеты новому мюзиклу «Анна Каренина», а вот в октябре 2021 года (после 5-летнего затишья) мюзикл возобновился специально для очерёдности показов трёх мюзиклов, а также в честь десятилетия «Граф Орлов». Появились новые актёры, в том числе и Андрей Бирин и Алексей Бобров в роли князя Голицына и многие другие.

## Сюжет
Спектакль основан на реальных событиях, его действие происходит во второй половине XVIII века, во времена правления Екатерины II. Граф Алексей Орлов, когда-то способствовавший её восхождению на трон, теперь вышел из милости императрицы и отправлен в почётную ссылку во главе русского флота в Италии. Здесь он знакомится с молодой красавицей, называющей себя Елизаветой, внучкой Петра I, и претендующей на русскую корону. Орлов затевает с лженаследницей, также известной как княжна Тараканова, любовную интригу с целью разузнать её планы, и тем самым вернуть расположение Екатерины. Однако невинное увлечение перерастает в глубокое взаимное чувство.

## Создатели
Продюсеры — Алексей Болонин и Владимир Тартаковский,

Автор либретто — Юлий Ким, 

Композитор — Роман Игнатьев, 

Режиссёр-постановщик — Алина Чевик, 

Хореограф-постановщик — Ирина Корнеева, 

Художник-постановщик — Вячеслав Окунев, 

Художник по гриму и причёскам — Андрей Дрыкин, 

Художник по свету — Глеб Фильштинский,

Sound Producer и Звукорежиссёр — Олег Чечик,

Аранжировка музыки — Сергей Чекрыжов и Сергей Сысоев,

Оркестровка музыки — Сергей Чекрыжов и Алексей Курбатов.

## Актерский состав
- Граф Орлов — Андрей Белявский; Александр Рагулин; Игорь Балалаев (ввод 19.12.2012)[11]
- Елизавета — Теона Дольникова; Аглая Шиловская; Валерия Ланская
- Екатерина II — Екатерина Гусева; Лика Рулла; Наталья Сидорцова
- Князь Радзивилл — Александр Голубев; Владимир Дыбский; Александр Маракулин
- Князь Голицын — Александр Маркелов; Вячеслав Шляхтов; Алексей Бобров; Андрей Бирин
- Доманский — Игорь Балалаев; Сергей Ли; Василий Ремчуков
- Иван — Владислав Кирюхин; Александр Постоленко; Евгений Толоконников
- Цыганка — Карине Асирян; Диана Савельева
- Артисты ансамбля — Давид Ванесян, Василий Ремчуков, Анна Подсвирова, Юрий Снежин, Анастасия Сиваева, Алексей Петрухин, Оксана Костецкая, Александр Добромилов, Ольга Годунова, Анна Вершкова, Карина Адегамова,

## Декорации
Для постановки мюзикла «Граф Орлов» организаторы проекта выстроили на сцене Театра Оперетты огромные декорации высотой с трехэтажный дом, благодаря которым действие разворачивается сразу в трех городах, расположенных в двух странах — России и Италии. Изнутри декорацию освещают более 200 световых приборов. Во время спектакля декорации меняются порядка 20 раз. Примеры сцен, где задействованы декорации: горящие корабли в Неаполитанском заливе, весёлые гуляния на Широкую масленицу, роскошные убранства дворцов Ливорно и Петербурга.

## Звук
Более 100 суперсовременных приборов отвечают за качественный звук каждого спектакля. В общей сложности, около полугода ушло на оснащение Театра оперетты новейшим звуковым оборудованием под управлением саунд-продюсера Олега Чечика. На студийную работу у музыкантов, артистов и саунд-продюсера ушло более 700 часов. В записи звука для CD и DVD принимал участие хор из 100 человек. В среднем батарейки для микрофонов меняются после каждого спектакля - это почти 200 шт. Более 140 классических и эстрадных музыкантов приняли участие в записи музыкального сопровождения мюзикла.

## Костюмы
Мюзикл стал лауреатом премии "Музыкальное сердце театра - 2012" в номинации "Лучшие костюмы". В мастерских Москвы и Санкт-Петербурга для артистов было создано более 300 костюмов, сшитых по оригинальным лекалам XVIII века. 300 пар обуви было изготовлено в мастерских театра. За первый сезон полностью изношено 240. Для артистов-акробатов в необходимые для образа лапти специально монтировались удобные для выполнения трюков кроссовки. Более 2000 метров эксклюзивных итальянских тканей понадобилось для пошива костюмов. Орден на груди Орлова выполнен по заказу театра в ювелирной мастерской по эскизам ордена Св.Георгия I степени, который был дарован ему за победу в Чесменском сражении. Каждый из костюмов Елизаветы включает в себя до 20 предметов одежды. За один спектакль она меняет 5 пар обуви. 15 тысяч полудрагоценных камней и кристаллов украшает только одно из платьев Екатерины II, которое весит почти 10 кг. Верхняя одежда князя Голицына покрыта канителью - крученой золотой и серебряной проволокой, сделанной вручную по старинной технологии. Костюм Радзивилла расшит 1000 маленьких зеркал, что придает особое свечение и мерцание, а также ажурными украшениями. В 1 действии Доманский одет во фрак цвета морского песка. Подобную одежду носили в те времена только в Европе. Екатерина II высмеивала фраки и одевала в них только служивых людей вроде лакеев. Двууголка Ивана изготовлена из чешского фетра из кроличьей шерсти высшей категории. Когда-то точно такую же носил Наполеон Бонапарт. 7 м ткани использовано для пошива одной цыганской юбки, около 1 килограмма пайеток и бисера украшают один наряд актрисы.

## Список номеров оригинальной постановки
| Акт I 1. Увертюра — оркестр 2. Ливорно — Иван, граф Орлов, князь Радзивилл, Доманский, ансамбль 3. Красотка — Иван, граф Орлов, ансамбль 4. Чужая страна — граф Орлов 5. Виват, Элизабет — князь Радзивилл, Доманский, Елизавета, ансамбль 6. Заговор — граф Орлов, Иван 7. Кредиторы — Доманский, Иван, ансамбль 8. Бог дал мне власть — Екатерина II 9. Встреча — граф Орлов, Елизавета 10. Русские и поляки — граф Орлов, Елизавета, Иван, Доманский, князь Радзивилл, ансамбль 11. Письмо императрицы — князь Радзивилл, Екатерина II 12. Свидание — граф Орлов, Елизавета 13. Итальянская ночь — ансамбль 14. Присяга любви — граф Орлов, Елизавета 15. Измена — князь Радзивилл, Доманский 16. Не спасти — Иван, граф Орлов, Доманский, Елизавета 17. Репетиция ареста — граф Орлов, Иван, ансамбль 18. Ради державы — граф Орлов | Акт II 1. Масленица — ансамбль 2. Откликнись, любимый — Елизавета 3. Допрос — князь Голицын, Елизавета, Доманский 4. Игра в карты — князь Радзивилл, Екатерина II, ансамбль 5. Отчёт Голицына — князь Голицын, Екатерина II 6. Кто она? — Екатерина II 7. Есть у тебя одна ночь — Екатерина II, граф Орлов 8. Молитва — Екатерина II, Елизавета, граф Орлов 9. Иди и спаси — Доманский, граф Орлов 10. Последнее свидание — граф Орлов, Елизавета 11. Жаждущие власти — ансамбль 12. Голубчик-голубок — Елизавета 13. Зима — цыганка 14. Прощёное воскресение 15. Время не повернуть — граф Орлов 16. Гимн любви — солисты, ансамбль |

## Рецензии и отзывы
- Гуру Кен. Мюзикл «Граф Орлов» поставил на звезд. И выиграл. Гуру Кен Шоу. Новости шоу-бизнеса (10 октября 2012). Дата обращения: 19 июня 2013. Архивировано 20 июня 2013 года.
- Валерий Кичин. Колесо обозрения. «Граф Орлов» на сцене театра «Московская оперетта». Российская газета (12 октября 2012). Дата обращения: 19 июня 2013. Архивировано 31 июля 2013 года.
- Екатерина Кретова. Граф Орлов попал в «мюзикальную» историю. Известия (8 октября 2012). Дата обращения: 19 июня 2013. Архивировано 20 июня 2013 года.
- Юлия Харькова. «История, воплощенная в звуке и голосе…» Best of Life (14 марта 2013). Дата обращения: 19 июня 2013. Архивировано 20 июня 2013 года.